# Éjjeli ragadozó
Az Éjjeli ragadozó (eredeti cím: Night Hunter vagy Nomis) 2018-ban bemutatott kanadai bűnügyi thriller, melyet David Raymond írt és rendezett. A főbb szerepekben Henry Cavill, Ben Kingsley, Alexandra Daddario, Stanley Tucci, Brendan Fletcher, Minka Kelly és Nathan Fillion látható.
Premierje az LA filmfesztiválon volt 2018. szeptember 28-án. 2019. augusztus 8-án adta ki Video on Demand formátumban a DirecTV, a mozikban szeptember 6-án mutatta be a Saban Films. Magyarországon DVD-n jelent meg szinkronizálva 2020 májusának végén.[forrás?] A film általánosságban negatív értékeléseket kapott a kritikusoktól.

## Cselekmény
A film főszereplője Marshall nyomozó, aki egy Rachel nevű pszichológusnő segítségével egy sorozatgyilkos után nyomoz. A paranoid skizofréniában szenvedő elkövető fiatal lányokat rabol el, akiket megerőszakol és időnként meggyilkol.

## Szereplők
| Színész            | Szerep                            | Magyar hang    |
| ------------------ | --------------------------------- | -------------- |
| Henry Cavill       | Walter Marshall nyomozó           | Varga Gábor    |
| Ben Kingsley       | Michael Cooper                    | Harsányi Gábor |
| Alexandra Daddario | Rachel Chase                      | Hámori Eszter  |
| Stanley Tucci      | Harper parancsnok                 | Háda János     |
| Brendan Fletcher   | Simon Stulls / Simon ikertestvére | Molnár Levente |
| Minka Kelly        | Angie                             |                |
| Nathan Fillion     | Matthew Quinn                     | Czvetkó Sándor |
| Mpho Koaho         | Glasow                            | Előd Álmos     |
| Emma Tremblay      | Faye                              |                |
| Eliana Jones       | Lara                              | Molnár Ilona   |
| Daniela Lavender   | Dickerman                         |                |
| Beverly Noukwu     | Biggs                             |                |
| Dylan Penn         | Sophia                            |                |
| Carlyn Burchell    | Amy Stulls                        |                |

## A film készítése
A film forgatása 2017. február 25-én kezdődött Winnipegben (Manitoba) és 2017. április 3-án fejeződött be.

## Kritikai visszhang
Az Éjjeli ragadozó negatív kritikákat kapott. A Metacritic oldalán a film értékelése 31% a 100-ból, ami 10 véleményen alapul. A Rotten Tomatoeson az Éjjeli ragadozó 14%-os minősítést ért el, 35 értékelés alapján.